# King's Meaburn
King's Meaburn är en by (village) och en civil parish  i Cumbria i nordvästra England. Orten har 105 invånare (2001).